# Pedro Pereira de Escobar
Pedro Antônio Pereira de Escobar, primeiro e único barão de São Lucas (São Borja, 1802 — São Borja, 26 de dezembro de 1893) foi um militar e  fazendeiro brasileiro.
Filho de Antônio Pereira de Escobar e de Leucádia Antunes. Foi casado com Maria Tomásia de Almeida Toledo da Paixão (fal. 1842), com quem teve 10 filhos, e depois com Maria Felicia Vieira de Oliveira com quem teve 3 filhos.  Foi agraciado barão em 24 de agosto de 1889.
Foi um grande fazendeiro de São Borja, proprietário das fazendas "São Domingos", "Santa Cecília", "São Lucas" e "Santa Luzia". Fez diversas doações em prol de asilos e hospitais, para os pobres. Teve sua fazenda invadida e destruída durante a Guerra do Paraguai. Foi coronel da Guarda Nacional.